# グエン・サード・ラインフォード
グエン・サード・ラインフォード（Guin Sard Rhineford）は、TVアニメ『∀ガンダム』の登場人物。
担当声優は青羽剛。ゲーム「SDガンダム GGENERATIONシリーズ」では平川大輔（『WARS』以降）。

## 人物
イングレッサを治めるラインフォード家の御曹司。19歳でイングレッサ・ミリシャの中心人物となり、地球の産業革命を志す。技術と政治の才覚は若さに見合わぬほど優秀だが、一方で己の野心の為なら平然と他人を利用する冷酷さも持ち合わせる。
物語開始前からムーンレィスと交信を重ねており、ムーンレィスとの開戦後はミリシャを率いて月側と交渉を進めた。途中、コレン・ナンダーらの襲撃によりイングレッサの首都ノックスが崩壊、一時的に失脚したが、婚約者のリリ・ボルジャーノらの手助けもあり復権を果たす。
その後、ウィルゲムに乗り月へ向かったが、月でディアナ・ソレルが起動させた黒歴史を知り、己の野望を燃え上がらせる。黒歴史の資料を盗み、ギム・ギンガナムと手を組んで地球の産業革命と支配権の掌握を目論む。ギンガナム隊とディアナ・地球連合軍の最終決戦では戦争を傍観する立場を取ってモビルスーツ工場へ向かおうとしたためギンガナムの怒りを買い、ターンXの砲撃を喰らう。この砲撃でウィルゲムが飛行不能となり、更にミハエル・ゲルンら部下に見切られ、全てを失った。
戦後、ウィルゲムは不時着。不時着地点付近に墜落したメリーベル・ガジットを救出し、共にガリア大陸に向かったらしいが、その後の消息は不明。なおこの時、口ひげを生やしていた。
少年愛傾向があり、ロラン・セアックを自分の側に置こうとした。彼の事は女装姿の際の偽名の「ローラ」と呼び続けている。小説版ではこの理由について詳しく述べられている。

## 備考
番組企画時の構成案では幼少期に祖父に犯されたトラウマから、ロランに愛を振り向けるような性格になったとされている。また、人物像においては若き田中角栄、ハワード・ヒューズをモデルにしたとも表現されており、産業革命の寵児となろうとするも未来を考えてない問題があるキャラクター。女と遊ぶことは知っているものの、コネを目的とする女は苛め抜く性格としている。

## メディアミックス版
佐藤茂の小説『∀ガンダム』では、「ブラックドール」と称したサイコガンダムを持ち出してきた。それを受けてゲーム作品『スーパーロボット大戦α外伝』や『SDガンダム GGENERATION WARS』ではサイコガンダムに乗り込む演出がなされた。
福井晴敏の小説『月に繭 地には果実』では、アグリッパ・メンテナーを懐柔し、月の技術によって世界の覇者となろうと目論んだ。そして、ディアナの説得に耳を傾けず、多くの冷凍冬眠中のムーンレィスごと「冬の宮殿」を焼き払った。その後、ウィルゲム内でディアナによって射殺され、月面砲カイラス・ギリによってディアナとともにウィルゲムごと消失した。
曽我篤士のコミカライズでは、初代ウィル・ゲイムの子孫とされ、先祖が遺した極楽鳥の羽をディアナに渡した。その後、発掘したウィルゲムで月に向かうが、ギンガナムとの戦闘でディアナ側に加勢する為、私設艦隊を引き連れたアグリッパを隠し持っていた核ミサイルにて艦隊諸共消滅させ殺害、ギンガナムと組みディアナに反目する。そして、地球に降下する直前、ハリー・オードとロランの奇襲を受け、乗船していたウィルゲムの艦橋へハリーのスモーの攻撃を受けた際に重傷を負い、乗組員が逃げ出す中、ウィルゲムにただ一人残り、戦闘の最中にロランを攻撃しようとしたミーム・ミドガルドを倒した後、ウィルゲムに乗り込んだメリーベルと共に地球から離れ、宇宙を漂流する事になる（そのさい、グエンの負傷具合を見たメリーベルは、グエンがそれほど長くは生きられないだろうと推察している）。